# Adieu Rose
Adieu Rose est le treizième et dernier épisode de la Saison 2 de la deuxième série de la série télévisée de science-fiction britannique Doctor Who. Il a été diffusé pour la première fois le 8 juillet 2006 et est la conclusion d'un épisode en deux parties, la première partie - L'Armée des ombres - ayant été diffusée le 1er juillet 2006. Ces épisodes voient le retour des Daleks, présumés éteints depuis l'épisode final de la première saison, et des Cybermen, qui apparaissent dans le double épisode Le Règne des Cybermen, première et deuxième partie. Les deux espèces arrivent inopinément sur Terre à la fin de L'Armée des ombres.
L'idée de faire apparaître ensemble à l'écran les Daleks et les Cybermen a été proposée dès 1967 mais Terry Nation, créateur des Daleks, s'y est opposé ; c'est donc une première dans l'histoire de la série et l'occasion de faire s'affronter deux races extraterrestres parmi les plus populaires. C'est le dernier épisode où Rose Tyler (Billie Piper) apparaît dans la série en tant que compagne du Docteur, son ex-petit ami Mickey Smith (Noel Clarke) et ses parents Jackie et Pete Tyler cessant également de faire des apparitions régulières. Adieu Rose a été filmé entre décembre 2005 et janvier 2006, en même temps que le double épisode Le Règne des Cybermen.
Cet épisode est l'un des plus populaires de Doctor Who depuis la reprise de la série en 2005. Il a été nommé en 2007 pour le prix Hugo dans la catégorie court-métrage mais c'est finalement un autre épisode de la série, La Cheminée des temps, qui l'a obtenu. Le conflit entre les Daleks et les Cybermen et la scène d'adieu entre Rose et le Docteur ont été appréciés par les critiques.

## Distribution
- David Tennant : Le Docteur
- Billie Piper : Rose Tyler
- Camille Coduri : Jackie Tyler
- Noel Clarke : Mickey Smith
- Shaun Dingwall : Peter Tyler alternatif
- Andrew Hayden-Smith (en) – Jake Simmonds
- Tracy-Ann Oberman (en) – Yvonne Hartman
- Raji James (en) – Dr Rajesh Singh
- Paul Kasey – Cyber Leader
- Nicholas Briggs (en) – Voix des Daleks et des Cybermen
- Catherine Tate – La mariée

## Résumé
L'épisode reprend sans interruption là où le précédent s'était arrêté. Le docteur Singh (Raji James), Mickey Smith (Noel Clarke) et Rose Tyler (Billie Piper) sont enfermés dans une des salles de l'Institut Torchwood. Quatre Daleks, accompagnés d'un appareil appelé « arche de Genesis », franchissent le Voïd (vide entre deux univers). Dalek Sec extrait des informations concernant la Terre de l'esprit de Singh, qui est tué durant le processus. Il découvre qu'une invasion parallèle est en cours et envoie Dalek Thay se renseigner. Les Cybermen, qui ont pris le contrôle de Torchwood, leur proposent une alliance mais les Daleks refusent et les deux espèces se déclarent mutuellement la guerre.
Tandis que le « Cyberman chef » discute avec le Dixième Docteur (David Tennant), une équipe menée par Jake Simmonds (Andrew Smith), venant du même univers parallèle que les Cybermen, apparaît et le tue. Jake emmène le Docteur dans son monde et lui apprend que leur Institut Torchwood a développé une technologie permettant de passer d'un univers à l'autre. Pete Tyler les rejoint et expose rapidement la situation au Docteur, puis tous les trois repartent dans l'univers de Rose.
Pendant ce temps, Rose explique à Mickey qu'ils ont sans doute été maintenus en vie car lors de leurs voyages dans le TARDIS, ils ont absorbé des radiations et peuvent peut-être activer l'arche. Dalek Sec leur apprend que l'arche de Genesis est une technologie volée aux Seigneurs du Temps et demande à Rose de poser sa main sur l'arche ; elle refuse et, sachant qu'il va la tuer, lui raconte comment elle a détruit l'empereur des Daleks. Le Docteur arrive à ce moment et, après avoir découvert que les quatre Daleks présents forment le culte de Skaro, se sert de son tournevis sonique pour ouvrir les portes scellées et permettre aux humains de s'enfuir. Dans la précipitation, Mickey active l'arche sans le vouloir. Les Daleks emmènent l'arche à l'extérieur et sa fonction est révélée : il s'agit d'une prison où les Seigneurs du Temps avaient enfermé des millions de Daleks durant la Guerre du Temps. Les Daleks et les Cybermen, en nombre à peu près égal, se battent à travers toute la planète.
Le Docteur et ses compagnons se sauvent dans la tour. En route, Pete sauve Jackie des Cybermen et le couple se reforme. Le Docteur réalise qu'il peut ouvrir une brèche dans le Voïd qui attirerait l'ensemble des Daleks et des Cybermen, mais également toutes les personnes qui sont allées dans un monde parallèle. Pour la protéger, il force Rose à retourner avec Jackie, Pete, Mickey et Jake dans l'univers parallèle, mais elle parvient à revenir et insiste pour l'aider. Tous deux cramponnés à deux gros aimants magnétiques, ils tirent simultanément deux leviers et provoquent une déchirure dans le Voïd. Les Daleks et les Cybermen y sont tous attirés, sauf le culte de Skaro qui s'échappe grâce à un dispositif temporel d'urgence. Alors que tout se déroule normalement, le levier que Rose avait levé s'abaisse : elle est obligée de lâcher l'aimant pour le remettre en place. Elle s'y agrippe mais finit par le lâcher, attirée par le Voïd ; Pete apparaît au dernier moment et la ramène saine et sauve dans son univers. La brèche se referme, laissant le Docteur et Rose dans deux univers différents, dévastés.
Quelque temps plus tard, Rose fait un rêve dans lequel elle entend le Docteur l'appeler. Elle part avec Mickey et ses parents vers une plage norvégienne où un hologramme du Docteur apparaît, alimenté par l'énergie d'une supernova. La brèche se refermera définitivement au bout de quelques minutes. Rose lui avoue qu'elle l'aime, mais quand le Docteur commence à répondre, la brèche se referme. Le plan suivant le montre en larmes, seul dans le TARDIS.
À la toute fin de l'épisode, une femme en robe de mariée (Donna Noble jouée par Catherine Tate) apparaît dans le vaisseau et, furieuse, accuse le Docteur de l'avoir enlevée.

### Continuité
- La prédiction de la Bête à la fin du double épisode « La Planète du Diable » s'avère être à moitié vraie.
- L'épisode explique pourquoi le toucher de Rose a réveillé le Dalek de l'épisode « Dalek ».
- Rose dit avoir été à l'origine de la chute de l'empereur Dalek (« À la croisée des chemins »).
- Dans le monde parallèle, Harriet Jones est devenue la présidente de l'Angleterre.
- L'épisode de la première saison de Torchwood, « Tout change » commence quelques mois après cet épisode, souvent résumé « La Bataille de Canary Wharf ».
- L'épisode reprend l'arc narratif de la Saison 1 autour du terme « Bad Wolf » dans le nom de la plage où le Docteur apparaît qui se nomme Dårlig Ulv Stranden. Comme souvent, la traduction au mot à mot est ratée, celui-ci aurait dû être traduit Slem Ulv-Bukten.
- Au moment où le Dalekanium se réveille, on peut apercevoir un Dalek à moitié détruit reprenant l'idée d'un ancien épisode non réalisé de 1987 Redemption of Daleks.
- Le Docteur dit qu'il était présent au mariage de Pete et Jackie Tyler, comme représenté dans l'épisode « Fêtes des Pères »